# تکیه گاوانکلا
تکیه گاوانکلا مربوط به دوره قاجار است و در شهرستان بابل، بخش بابل کنار، روستای گاوانکلا واقع شده و این اثر در تاریخ ۱۰ خرداد ۱۳۸۲ با شمارهٔ ثبت ۸۸۰۴ به‌عنوان یکی از آثار ملی ایران به ثبت رسیده است.